# 夏梦 (演员)
夏梦（2001年12月2日—），原名马梅芷，出生于浙江省杭州市，中国内地新人女演员，2019年因出演电视剧《光荣时代》小东西一角而出道。

## 个人生活
夏梦是土生土长的杭州姑娘，小学就读于保俶塔实验学校，高中因声乐特长考入了杭州第十四中学就读，除了声乐，夏梦还擅长表演和芭蕾舞。
2020年7月23日，夏梦的艺考成绩公布，其同时获得上海戏剧学院，北京电影学院，中国传媒大学等多所高等艺术学院的表演专业第一名的好成绩，在中央戏剧学院表演专业则取得第五名的成绩，同年入读北京电影学院表演系本科班。

## 影视作品

### 电影
| 首映日期 | 片名                 | 角色       | 備註     |
| -------- | -------------------- | ---------- | -------- |
| 2019年   | 《林冲之风雪山神庙》 | 小乞丐     | 網絡電影 |
| 2019年   | 《特警队》           | 高中女生   |          |
| 2021年   | 《阳光姐妹淘》       | 少女邱玉红 |          |
| 2021年   | 《1921》             | 陈定秀     |          |
| 2024年   | 《陌路狂刀》         | 聂灵儿     |          |
| 2025年   | 《假爸爸》           | 汪羽汐     |          |

### 电视剧/网络剧
| 播出年份 | 片名               | 角色           | 备注                         |
| 2019年   | 《光荣时代》       | 小东西         |                              |
| 未播     | 《只问今生恋沧溟》 | 璇长老         | 网络剧，2019年拍攝，已禁播   |
| 2020年   | 《清平乐》         | 制灯人家大女儿 | 第69集出現                   |
| 2021年   | 《約定》           | 吳三翠         | 网络剧，單元《约定之年夜饭》 |
| 2021年   | 《陪你逐风飞翔》   | 萧清           |                              |
| 2022年   | 《相逢时节》       | 青年宁宥       |                              |
| 2023年   | 《战火中的青春》   | 阿美           |                              |
| 2023年   | 《西出玉门》       | 丁柳           | 网络剧                       |
| 2024年   | 《城中之城》       | 田晓慧         |                              |
| 2024年   | 《清明上河图密码》 | 赵瓣儿         |                              |
| 待播     | 《莫染》           |                | 网络剧                       |
| 待播     | 《一笑随歌》       | 凤戏阳         |                              |
| 待播     | 《引灯诀》         |                | 网络剧                       |
| 待播     | 《楚乔：冰湖重生》 | 赵淳儿         |                              |
| 待播     | 《咸鱼飞升》       |                | 网络剧                       |

## 外部連結
- 夏梦的新浪微博
- 夏梦在豆瓣上的资料（简体中文）